# Alessandra di Grecia (regina di Jugoslavia)
Alessandra di Grecia (in greco Αλεξάνδρα της Ελλάδας?; Atene, 25 marzo 1921 – Burgess Hill, 30 gennaio 1993) è stata l'ultima regina consorte di Jugoslavia, dal 1944 al 1945, come moglie di Pietro II.

## Biografia

### Nascita

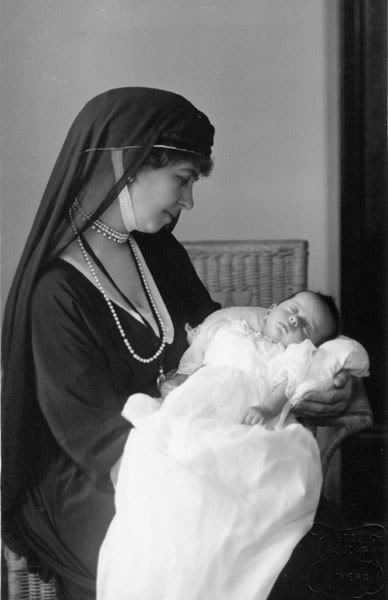
Alessandra con la nonna Sofia di Prussia il 13 aprile 1921

Alessandra nacque ad Atene il 25 marzo 1921, come figlia postuma di re Alessandro e unico membro della famiglia reale ad avere ascendenti greci da entrambi i genitori. Da parte di padre era infatti discendente di imperatori bizantini e di sovrani balcanici di epoca medievale; per lato della madre, Aspasia Manos, aveva come antenati i nobili greci di Istanbul.
Venne battezzata nel palazzo reale con i membri della famiglia reale in veste di padrini. Dopo la morte del padre avvenuta cinque mesi prima della sua nascita, il nonno paterno Costantino I salì al trono per la seconda volta, considerando il regno del figlio defunto solo una reggenza. Allo stesso modo considerò nullo il suo matrimonio con la madre di Alessandra, in quanto, non essendo re quando avvenne, fu celebrato senza il suo consenso. Alessandra nacque così come figlia illegittima.
Grazie all'intercessione della nonna, la regina Sofia, fu approvata dal governo una legge con la quale il re riconosceva la legittimità delle nozze e approvava i matrimoni dei principi greci con cittadini comuni. Le venne così conferito con valore retroattivo il titolo principesco nel luglio 1922, anche se continuava a non far parte della casa reale e della linea di successione al trono.

### Gioventù

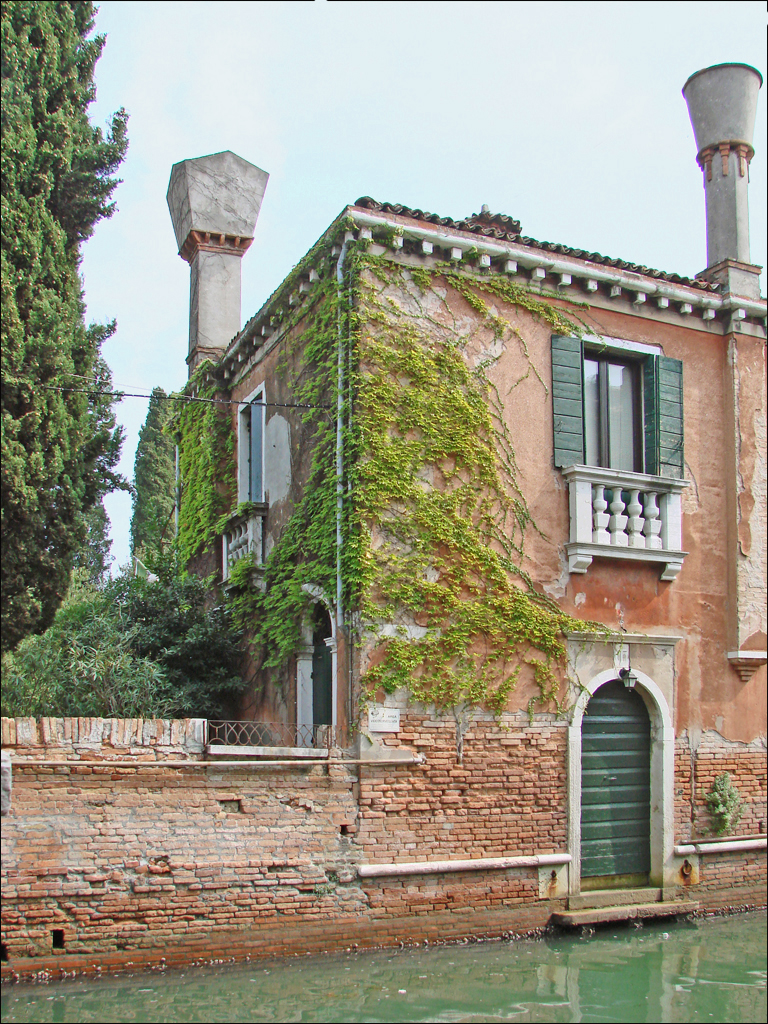
Giardino Eden Hundertwasser, la residenza di Aspasia e Alessandra sulla Giudecca

Dopo il colpo di Stato dell'11 settembre dello stesso anno, il 27 settembre il nonno abdicò costringendo i famigliari all'esilio. Ad Aspasia fu però concesso di rimanere in Grecia con la figlia, ma nel 1924 si recarono dalla regina Sofia a Firenze.
Nel 1927 Alessandra si spostò con la madre in Inghilterra, ad Ascot, dove fu iscritta in collegio. La nostalgia che sentiva della madre e il disprezzo per il sistema educativo le causarono una permanenza spiacevole, al punto che smise di mangiare per poi ammalarsi di tubercolosi. La madre la portò a curarsi in Svizzera e in seguito si trasferirono a Venezia.
Dopo il referendum del 1935 e la conseguente restaurazione della monarchia, fece diversi viaggi nel paese natio. Era solita trascorrere i periodi di vacanza con le zie, Elena, Irene e Caterina, ed ebbe per compagni di gioco i cugini Filippo di Grecia e Michele di Romania. L'amicizia con il primo sarebbe durata per tutta la vita.
La principessa terminò i suoi studi a Parigi con Mademoiselle Ozanne, e in questi anni Zog I di Albania le chiese la mano, dopo che si innamorò di lei guardando un suo ritratto fotografico. La madre Aspasia riteneva che la figlia fosse troppo giovane per sposarsi e si sentì sollevata quando lo zio, Giorgio II, respinse la richiesta. Successivamente si iniziò a credere che fosse stata fidanzata per breve tempo con il principe Filippo.
Tornò definitivamente a vivere in Grecia nel 1940. Nel 1941 dovette fuggire con la famiglia per via dell'invasione italiana, recandosi in Egitto e Sudafrica. In seguito Giorgio VI del Regno Unito diede loro il permesso per tornare in Inghilterra.

### Regina di Jugoslavia

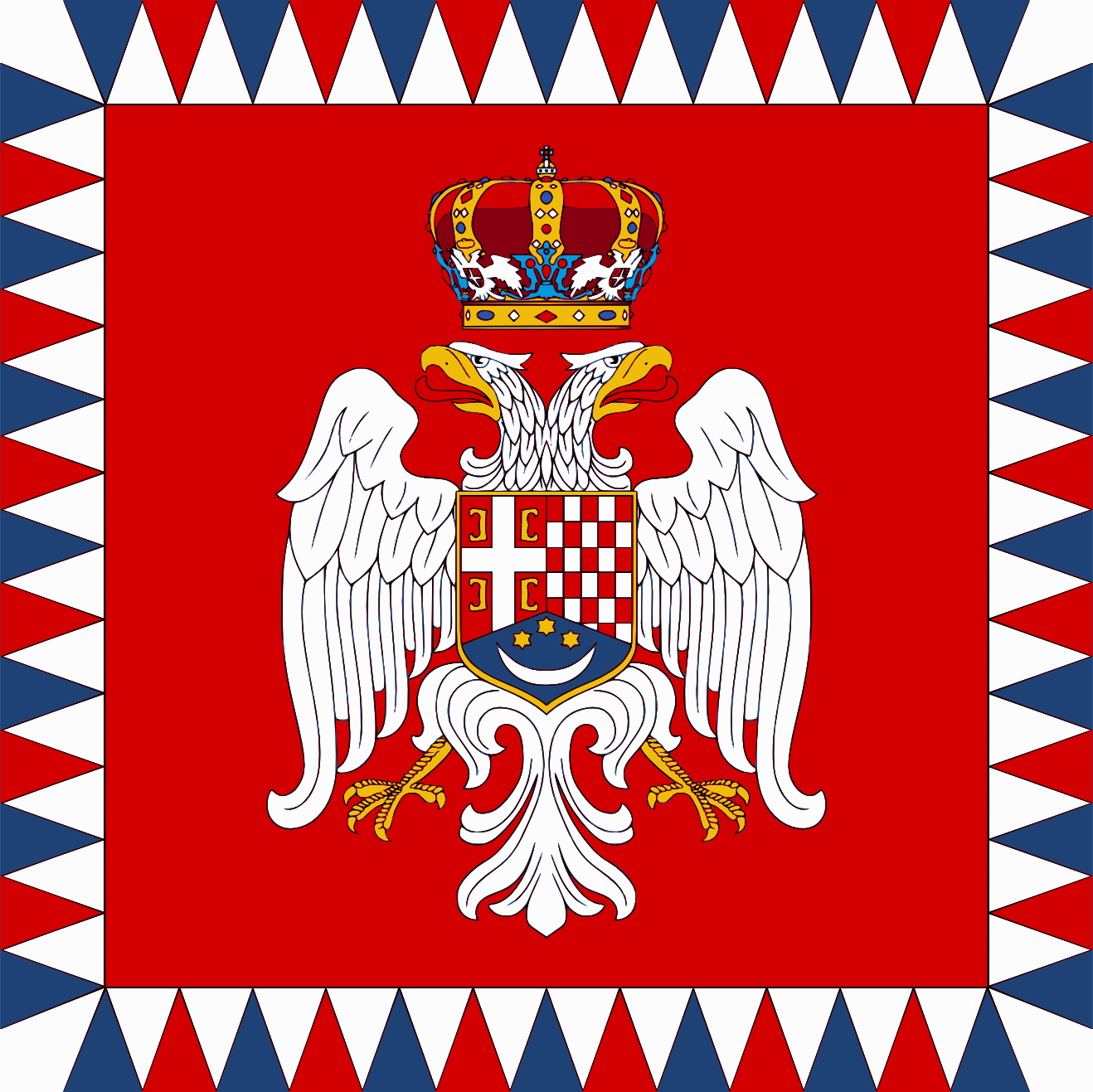
Stendardo della regina Alessandra

Il 20 marzo 1944 sposò il cugino di terzo grado Pietro II di Jugoslavia, incontrato nel 1942 a Londra, quando egli era lì in esilio. Il luogo delle nozze fu l'ambasciata jugoslava e gli ospiti inclusero Giorgio VI e la figlia Elisabetta, lo zio Giorgio II, Guglielmina dei Paesi Bassi e Haakon VII di Norvegia.
La suocera, la regina Maria, si rifiutò di partecipare disapprovando fortemente le nozze, a tal punto che i due sposi si incontrarono per i due anni precedenti solamente nella casa londinese di Marina di Grecia, dovendo sempre rimandare le nozze.
Diede alla luce il figlio Alessandro nel 1945, presso il Claridge's di Londra. Per garantirgli la nazionalità jugoslava Winston Churchill chiese a Giorgio VI di cedere temporaneamente alla sovranità del Regno la suite 212, in cui Alessandra partorì. La camera fu quindi l'unica porzione di territorio jugoslavo su cui Alessandra mise piede durante la sua vita.

### Caduta della monarchia

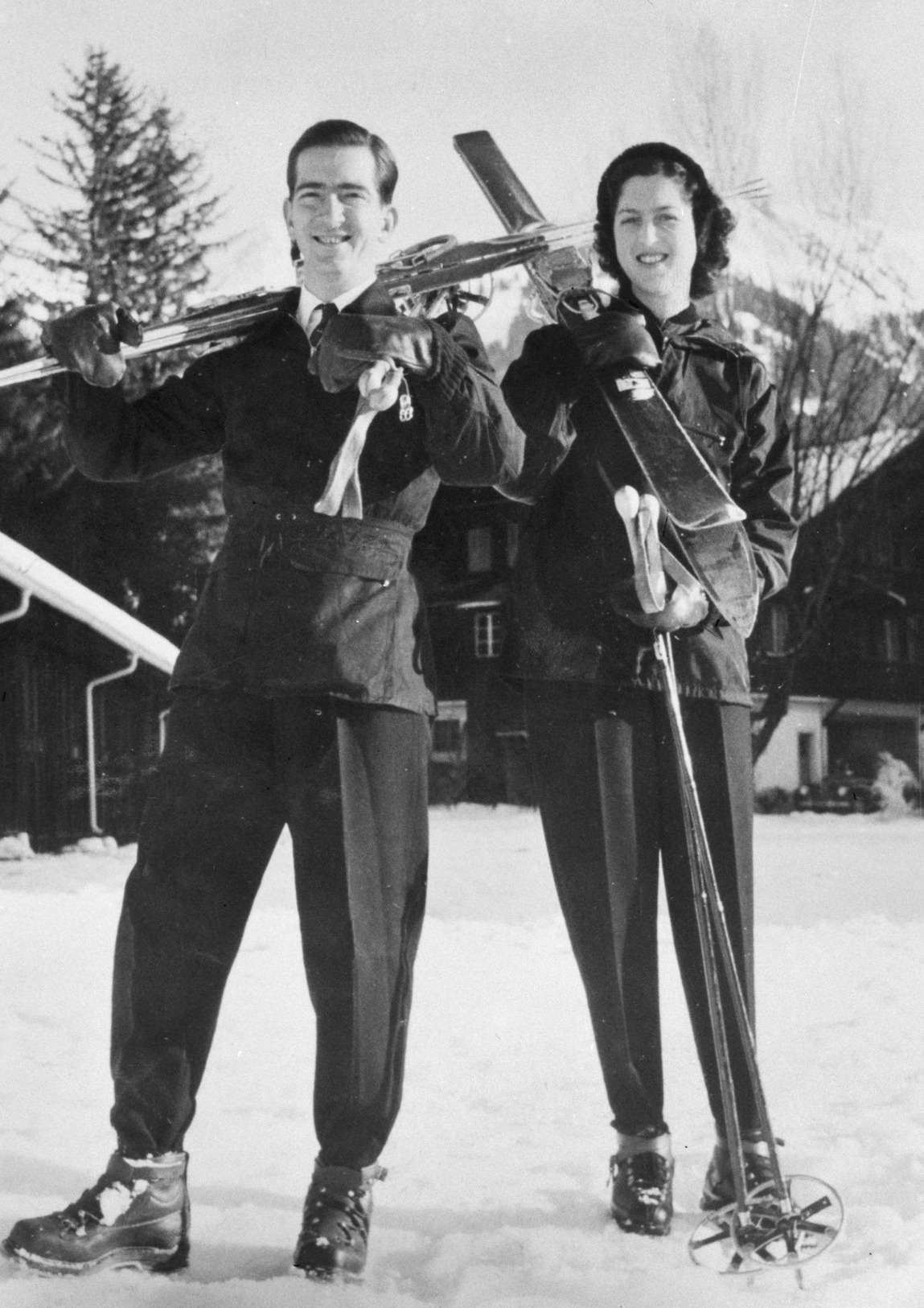
Pietro II e Alessandra nel 1963

Quattro mesi dopo infatti, avvenne la caduta della monarchia e gli ex sovrani cambiarono diverse volte residenza, andando prima in Francia, poi in Svizzera e, nel 1949, negli Stati Uniti d'America. A quel punto il rapporto coniugale cominciò a indebolirsi, a causa delle difficoltà finanziarie e delle relazioni extraconiugali di Pietro II, ormai dedito all'alcol.
In questo periodo Alessandra tentò diverse volte il suicidio, per la prima volta nell'estate del 1950 durante una visita alla casa veneziana della madre. Nel 1953 il marito fece causa per il divorzio e per vendicarsi Alessandra decise di tagliarsi i polsi, venendo salvata da un medico. Nel 1956 scrisse la sua autobiografia, For Love of a King, e sebbene ci furono diverse riconciliazioni negli anni '50 e '60, si separò dal marito per andare a vivere dalla madre, che la assistette poiché afflitta da problemi mentali.
Già prima della separazione cominciò a soffrire di anoressia e del disturbo da dismorfismo corporeo, che la portò a farsi asportare il seno convinta che al marito non piacesse il suo corpo. Gli anni settanta iniziarono con il lutto dell'ex marito, seguito da quello della madre nel 1972. In seguito non partecipò al matrimonio del figlio e vendette l'abitazione della defunta madre tornando a vivere in Regno Unito nel 1979.

### Morte

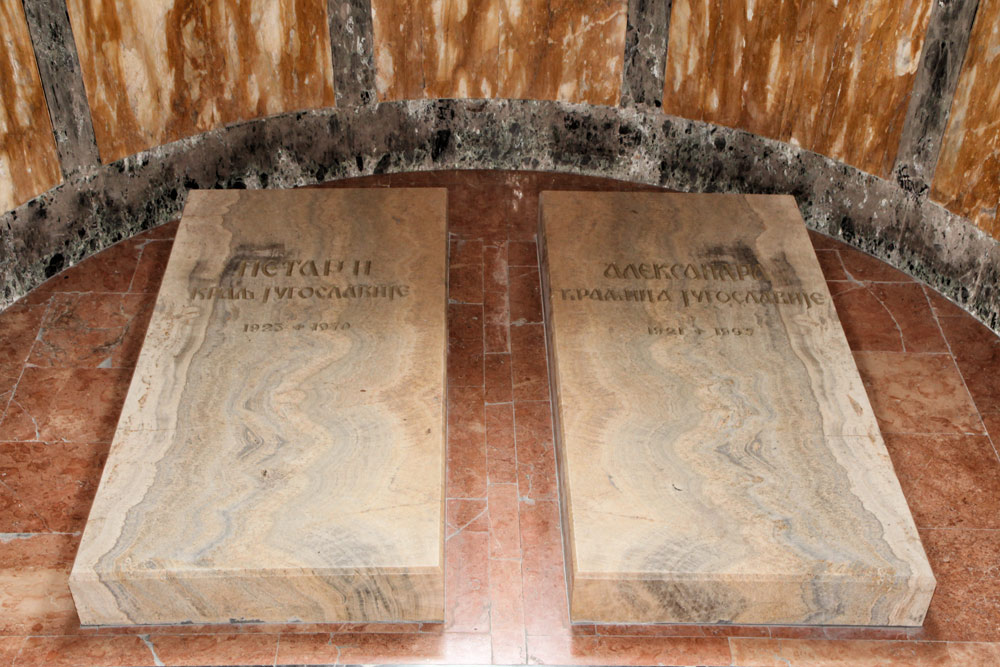
Tombe di Pietro II e di Alessandra nella chiesa di San Giorgio a Oplenac

Residente in una casa di cura e malata di cancro, morì a Burgess Hill il 30 gennaio 1993 a 71 anni. La salma fu inizialmente posta nel suo paese d'origine, nella residenza di Tatoi ad Acharnes. Dal 26 maggio 2013, quando i suoi resti furono trasferiti alla Serbia, è tumulata nella chiesa di San Giorgio a Topola, al fianco dell'ex marito e della suocera Maria.

## Discendenza

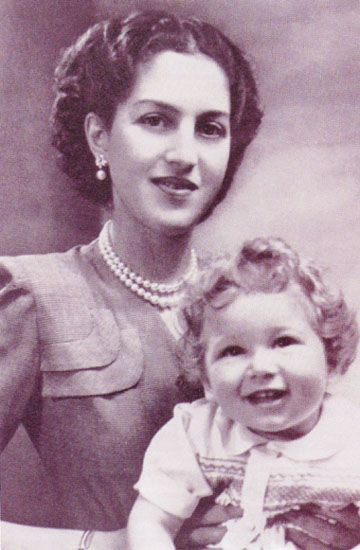
Alessandra con il figlio nel 1946 circa

Alessandra di Grecia e Pietro II di Jugoslavia ebbero un figlio:
- Alessandro (1945).

## Titoli e trattamento

Monogramma di Alessandra

- 25 marzo 1921 - 20 marzo 1944: Sua Altezza Reale, la principessa Alessandra di Grecia e Danimarca
- 20 marzo 1944 - 29 novembre 1945: Sua Maestà, la regina di Jugoslavia
- 29 novembre 1945 - 30 gennaio 1993: Sua Maestà, la regina Alessandra di Jugoslavia

## Ascendenza
|                        |                  |                               | Genitori                            |  |  | Nonni |  |  | Bisnonni            |  |  | Trisnonni                 |  |
|                        |                  |                               |                                     |  |  |       |  |  | Giorgio I di Grecia |  |  | Cristiano IX di Danimarca |  |
|                        |                  |                               |                                     |  |  |       |  |  | Giorgio I di Grecia |  |  | Cristiano IX di Danimarca |  |
|                        |                  | Luisa d'Assia-Kassel          |                                     |  |  |       |  |  | Giorgio I di Grecia |  |  |                           |  |
| Costantino I di Grecia |                  |                               |                                     |  |  |       |  |  | Giorgio I di Grecia |  |  |                           |  |
|                        |                  | Olga Konstantinovna di Russia | Konstantin Nicolaevič di Russia     |  |  |       |  |  |                     |  |  |                           |  |
|                        |                  | Olga Konstantinovna di Russia | Konstantin Nicolaevič di Russia     |  |  |       |  |  |                     |  |  |                           |  |
|                        |                  | Olga Konstantinovna di Russia | Alessandra di Sassonia-Altenburg    |  |  |       |  |  |                     |  |  |                           |  |
| Alessandro I di Grecia |                  | Olga Konstantinovna di Russia |                                     |  |  |       |  |  |                     |  |  |                           |  |
|                        |                  | Federico III di Germania      | Guglielmo I di Germania             |  |  |       |  |  |                     |  |  |                           |  |
|                        |                  | Federico III di Germania      | Guglielmo I di Germania             |  |  |       |  |  |                     |  |  |                           |  |
|                        |                  | Federico III di Germania      | Augusta di Sassonia-Weimar-Eisenach |  |  |       |  |  |                     |  |  |                           |  |
| Sofia di Prussia       |                  | Federico III di Germania      |                                     |  |  |       |  |  |                     |  |  |                           |  |
|                        |                  | Vittoria di Gran Bretagna     | Alberto di Sassonia-Coburgo-Gotha   |  |  |       |  |  |                     |  |  |                           |  |
|                        |                  | Vittoria di Gran Bretagna     | Alberto di Sassonia-Coburgo-Gotha   |  |  |       |  |  |                     |  |  |                           |  |
|                        |                  | Vittoria di Gran Bretagna     | Vittoria del Regno Unito            |  |  |       |  |  |                     |  |  |                           |  |
| Alessandra di Grecia   |                  | Vittoria di Gran Bretagna     |                                     |  |  |       |  |  |                     |  |  |                           |  |
|                        | Trasybulos Manos | Konstantinos Manos            |                                     |  |  |       |  |  |                     |  |  |                           |  |
|                        | Trasybulos Manos | Konstantinos Manos            |                                     |  |  |       |  |  |                     |  |  |                           |  |
|                        | Trasybulos Manos | Sevastia Argyropoulos         |                                     |  |  |       |  |  |                     |  |  |                           |  |
| Petros Manos           | Trasybulos Manos |                               |                                     |  |  |       |  |  |                     |  |  |                           |  |
|                        |                  | Roxane Mavromichalis          | Petros Mavromichalis                |  |  |       |  |  |                     |  |  |                           |  |
|                        |                  | Roxane Mavromichalis          | Petros Mavromichalis                |  |  |       |  |  |                     |  |  |                           |  |
|                        |                  | Roxane Mavromichalis          | Principessa Euphrosine Soutzos      |  |  |       |  |  |                     |  |  |                           |  |
| Aspasia Manos          |                  | Roxane Mavromichalis          |                                     |  |  |       |  |  |                     |  |  |                           |  |
|                        |                  | Iacobos Argyropoulos          | Dott. Periklis Argyropoulos         |  |  |       |  |  |                     |  |  |                           |  |
|                        |                  | Iacobos Argyropoulos          | Dott. Periklis Argyropoulos         |  |  |       |  |  |                     |  |  |                           |  |
|                        |                  | Iacobos Argyropoulos          | Principessa Aglaia Rosetti-Răducanu |  |  |       |  |  |                     |  |  |                           |  |
| Maria Argyropoulos     |                  | Iacobos Argyropoulos          |                                     |  |  |       |  |  |                     |  |  |                           |  |
|                        |                  | Aspasia Anargyros Petrakis    | Dottor Anargyros Petrakis           |  |  |       |  |  |                     |  |  |                           |  |
|                        |                  | Aspasia Anargyros Petrakis    | Dottor Anargyros Petrakis           |  |  |       |  |  |                     |  |  |                           |  |
|                        |                  | Aspasia Anargyros Petrakis    | …                                   |  |  |       |  |  |                     |  |  |                           |  |
|                        |                  | Aspasia Anargyros Petrakis    |                                     |  |  |       |  |  |                     |  |  |                           |  |